# Bangalaia camerunica
Bangalaia camerunica là một loài bọ cánh cứng trong họ Cerambycidae.